# Hochbeet

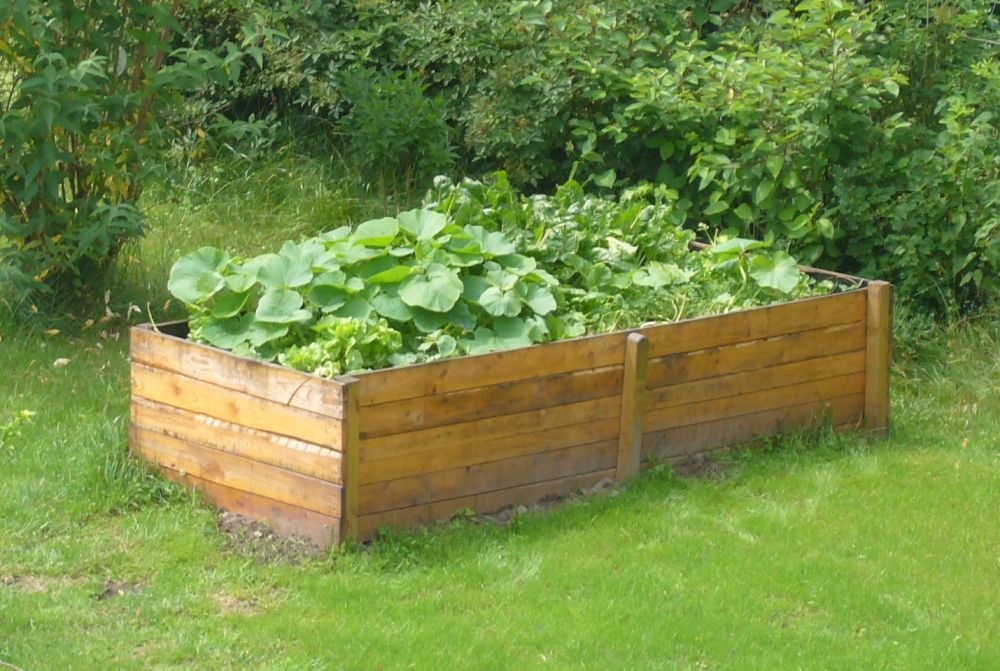
Hochbeet aus Holz

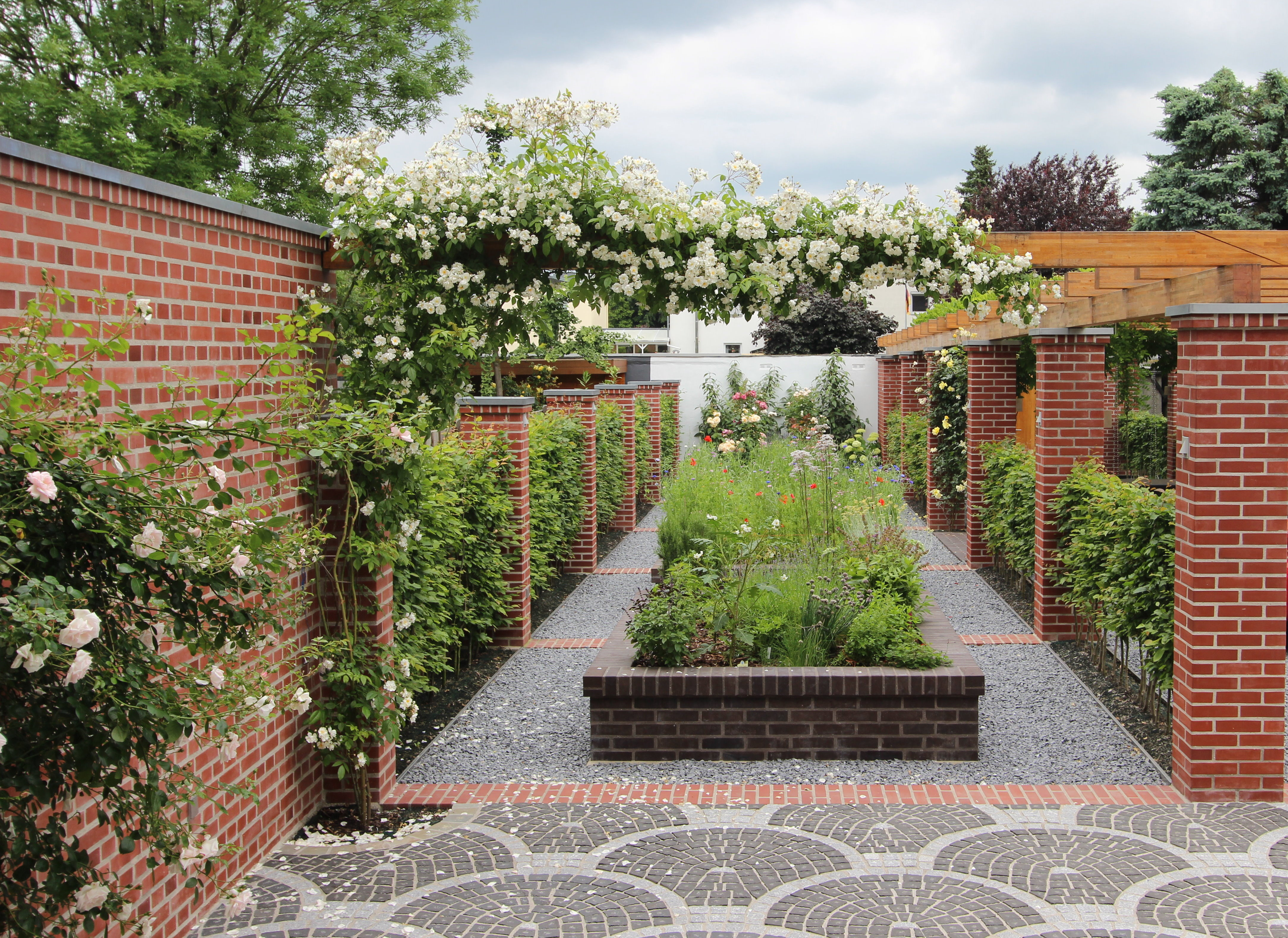
Hochbeete im privaten Themengarten

Das Hochbeet ist eine Variante der klassischen (ebenerdigen) Beetanlage oder je nach Befüllung im Schichtaufbau eine Variante des Hügelbeetes.
Hochbeete sind Gartenbeete, die nicht ebenerdig angelegt sind, sondern sich über das übliche Beetniveau hinaus erheben. Es ist vor allem im naturnahen Gartenbau häufig anzutreffen.

## Merkmale
Das Hochbeet vereint folgende wesentliche Merkmale: Das Wegfallen des Bückens bei der Gartenarbeit durch die Höherstellung des Beetes; sehr wenig Unkraut, da der Hauptsamenflug am Boden stattfindet; keine Schnecken, wenn ein Schneckenzaun angebracht wird; die Nutzung der Verrottungswärme von unten (bei den Wurzeln) durch den schichtweisen Aufbau und damit verbunden ein wesentlich schnelleres Wachstum. Durch das zusätzliche Anbringen einer Abdeckung kann dann das Hochbeet auch als Frühbeet genutzt werden. Durch den aufstrebenden Trend des urbanen Gartenbaus erfreuen sich Hochbeete auch in städtischen Gebieten steigender Beliebtheit. Der Grund dafür ist, dass keine Grünfläche nötig ist, um einen Garten zu betreiben, und dementsprechend auch auf Terrassen, Hinterhöfen oder Eingangsbereichen eine Bepflanzung möglich wird.
Als Gründe für das Anlegen einer solchen Variante des Gartenbeetes können genannt werden:
- eine frühere Erwärmung des Beetes,
- ungeeigneter, also nicht tiefgründiger oder nährstoffarmer Gartenboden,
- optimale Verwertung der Gartenabfälle,
- barrierearmes Betreiben eines Gartens.

## Neuanlage
Man legt ein Hochbeet kastenförmig, rechteckig und nach Möglichkeit in Nord-Süd-Richtung (Sonneneinstrahlung) an. Auch runde oder L-Formen sind denkbar.

### Abmessungen
Beim Anlegen des Beetes sollte man auch auf die Länge und Breite achten, da sonst die Bearbeitung (Unkraut entfernen, gießen, jäten) mit einer unangenehmen Körperhaltung einhergeht.
Ideale Abmessungen sind:
- Eine Breite von 70 cm bis maximal 140 cm, je nachdem ob das Hochbeet nur von einer Seite (z. B. an einer Grundstücksgrenze) oder beiden Seiten bearbeitet wird.
- Eine Höhe je nach Größe der Personen: 70–90 cm (für Rollstuhlfahrer und Kinder entsprechend niedriger).
- Die Länge kann variabel gestaltet werden. Für den Anfang reicht den meisten Gärtnern jedoch eine durchschnittliche Länge von 1,20 bis 1,80 m.

Bei runden Formen sollte der Durchmesser ca. einen Meter betragen.

### Materialien
Einfassen kann man es je nach Belieben mit den verschiedensten Materialien:
- Naturbelassenes Holz (idealerweise Lärchenholz aufgrund der Widerstandsfähigkeit),
- Naturstein,
- Kunststein (Betonplatten, Ziegelstein etc.),
- Blech, Wellblech,
- Stein,
- Kunststoff,
- stabile Drahtgitterkörbe wie zum Beispiel Gabionen (mit zusätzlicher Abdichtung des Gitters, zum Beispiel durch organische Materialien wie Jutegewebe oder Kokosmatten).[4]
- Palettenrahmen einer Europalette, wird das Hochbeet auf einer Europapalette mit einem solchen Rahmen aufgebaut, kann es mit einem Hubwagen oder einem Gabelstapler verschoben werden.

Die Seiten des Hochbeetes sollten so stabil ausgeführt sein, dass sie dem nicht unerheblichen Erddruck der eingebrachten Bodenschichten standhalten. Die Innenseiten der Einfassung von Hochbeeten sollten bei der Verwendung von feuchtigkeitsanfälligen Materialien mit einer Feuchtigkeitssperre (z. B. Teichfolie oder Noppenbahn) oder einem Anstrich geschützt werden.

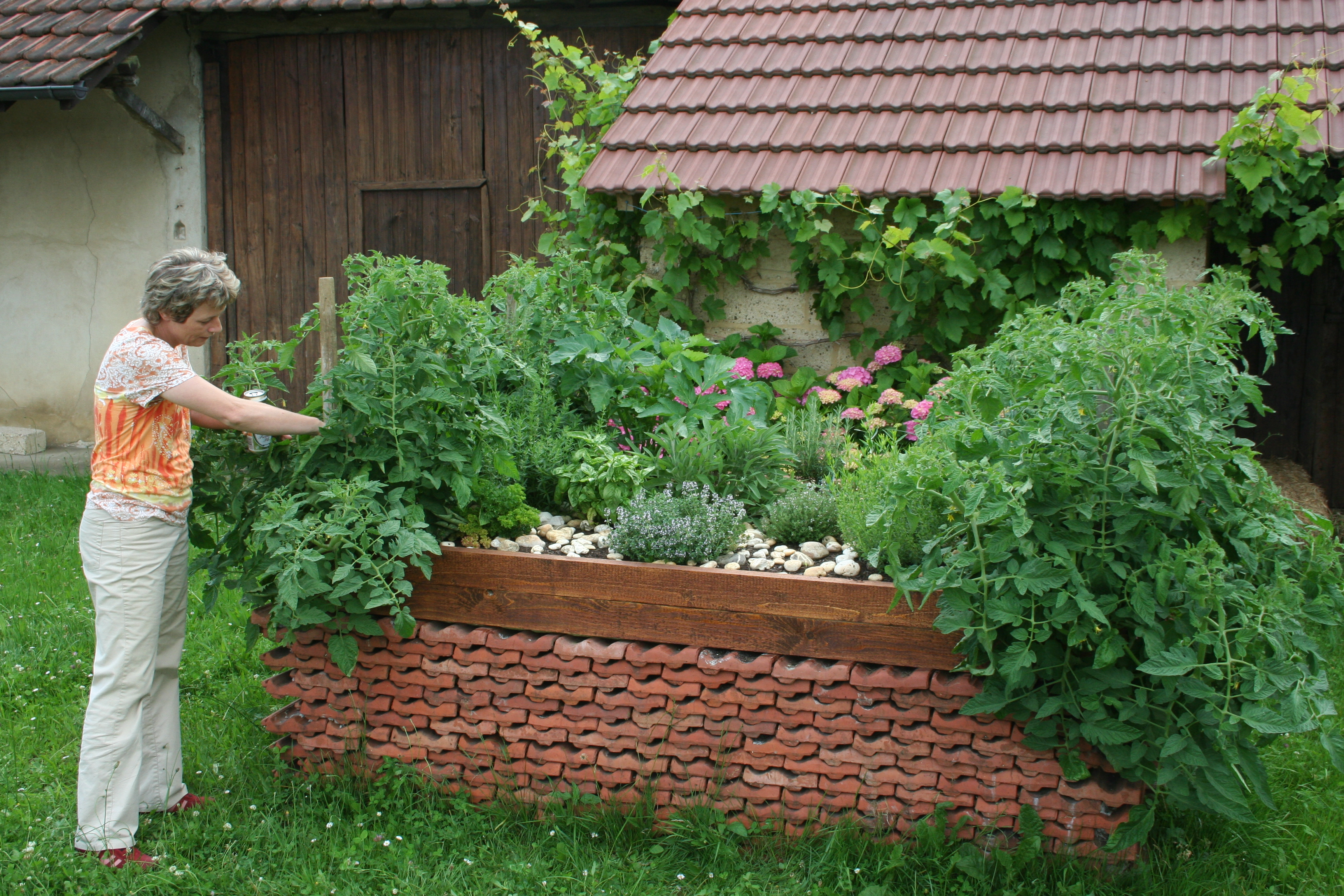
Hochbeet aus roten Dachziegeln
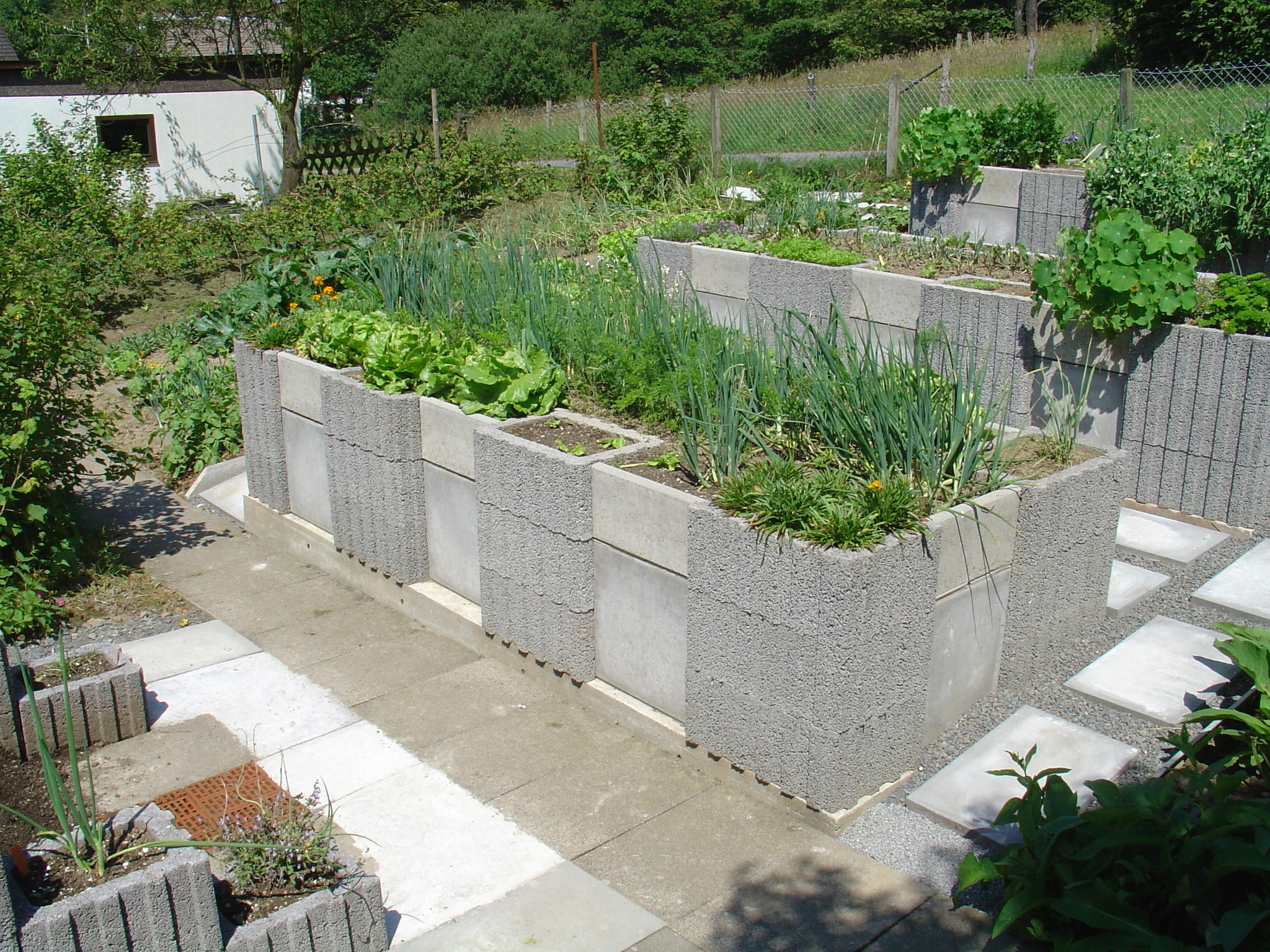
Hochbeet aus Betonsteinen
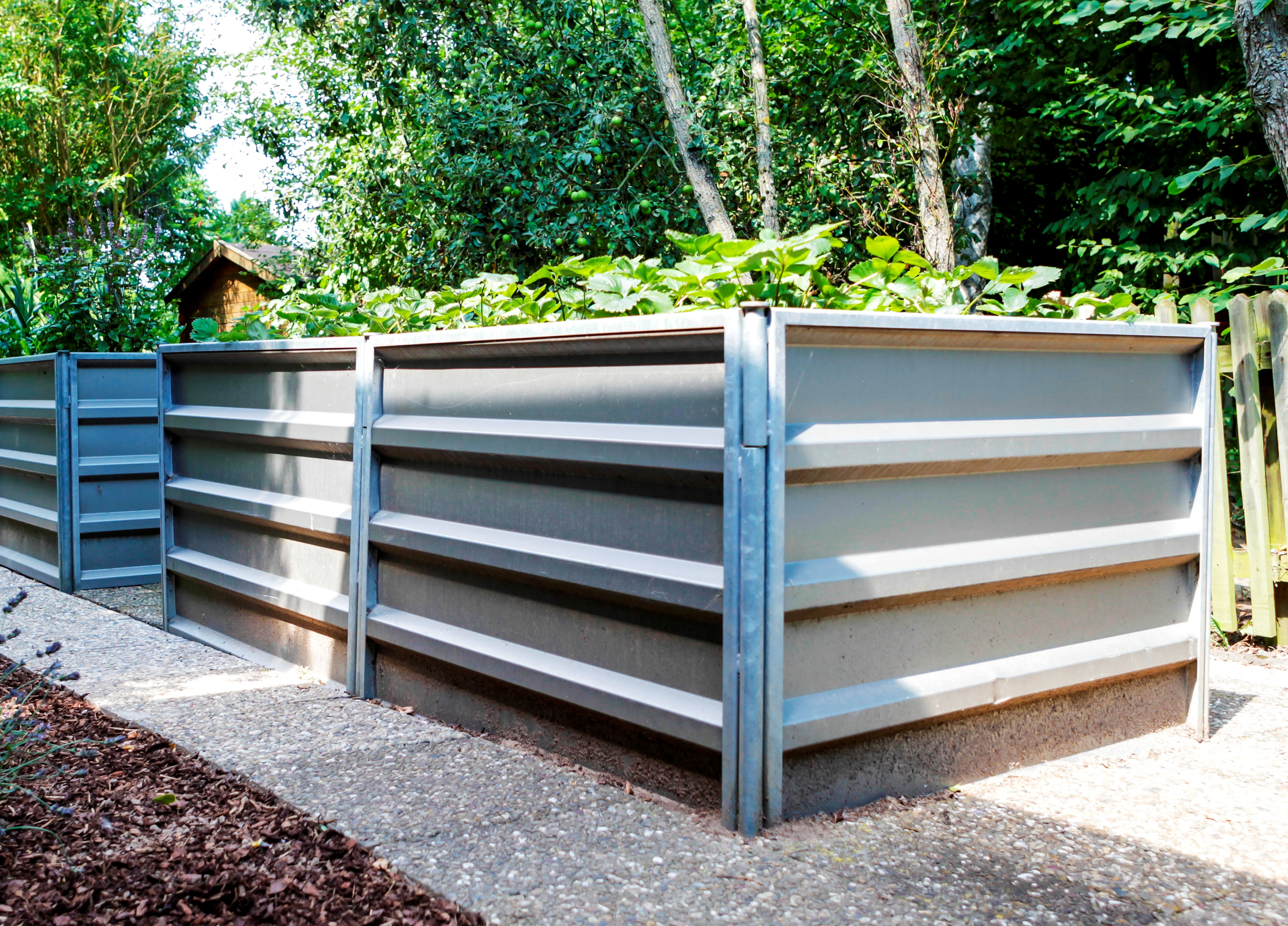
Hochbeet aus Stahlblech
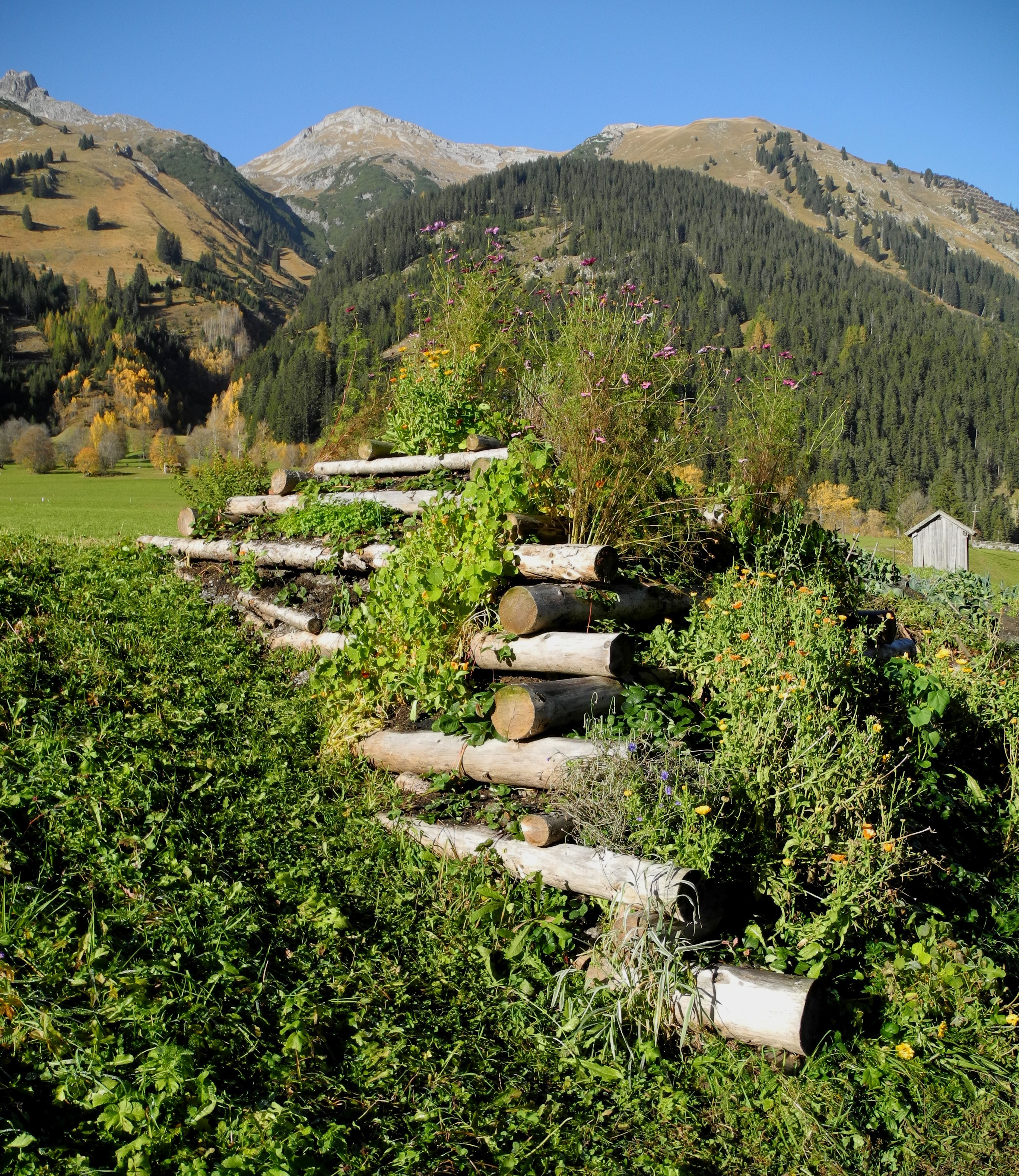
Hochbeet aus Holz
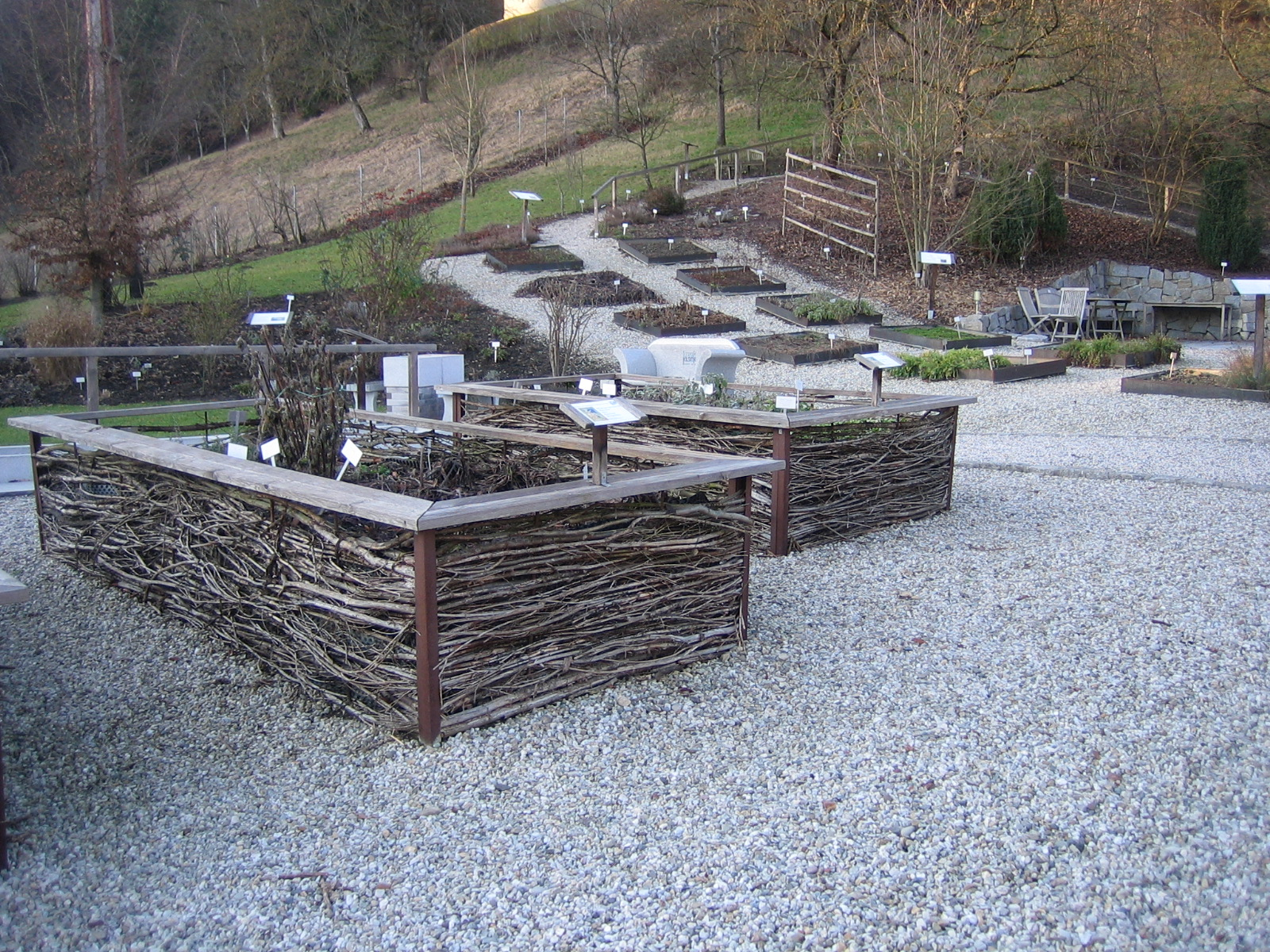
Hochbeet aus Geäst
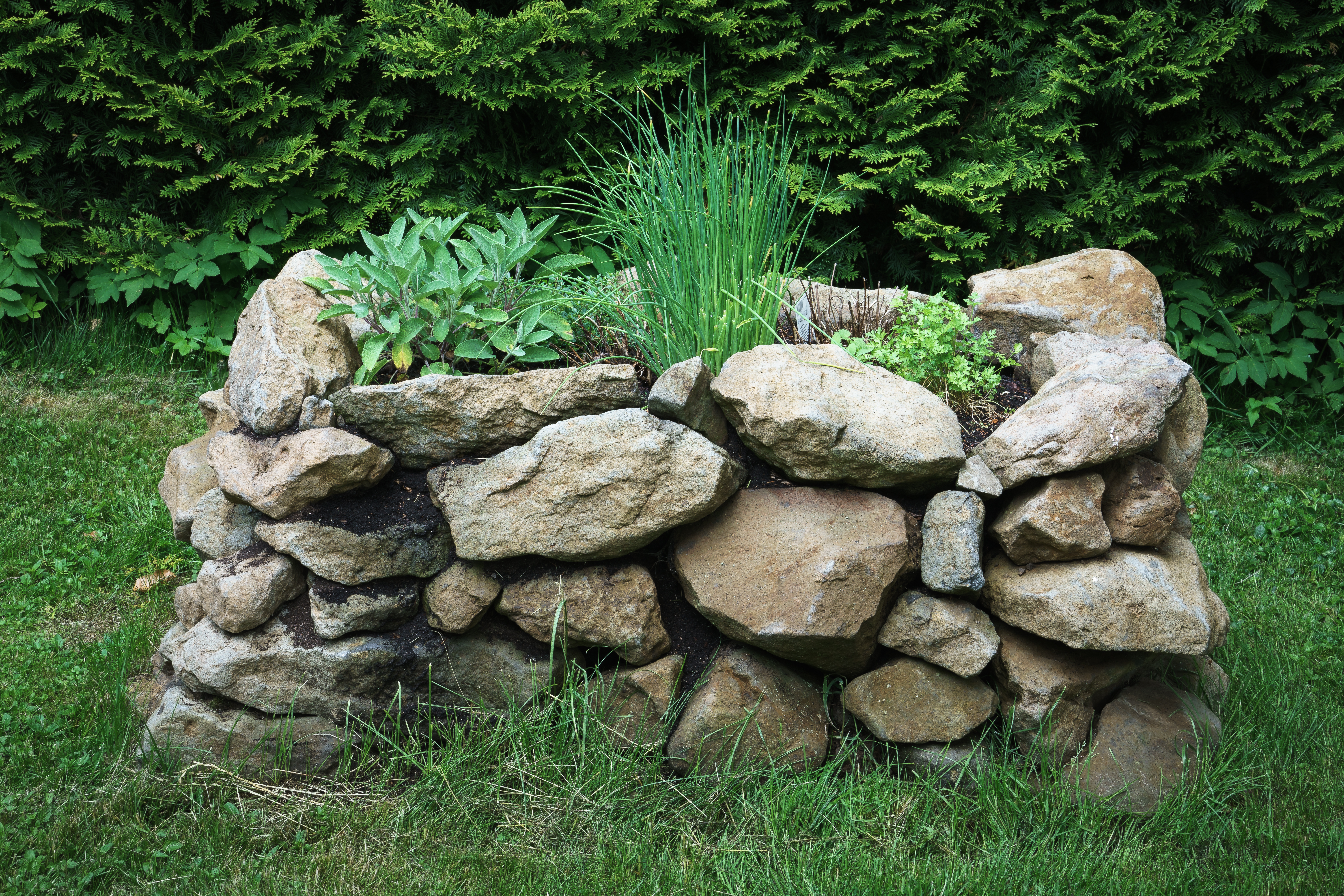
Hochbeet aus Naturstein
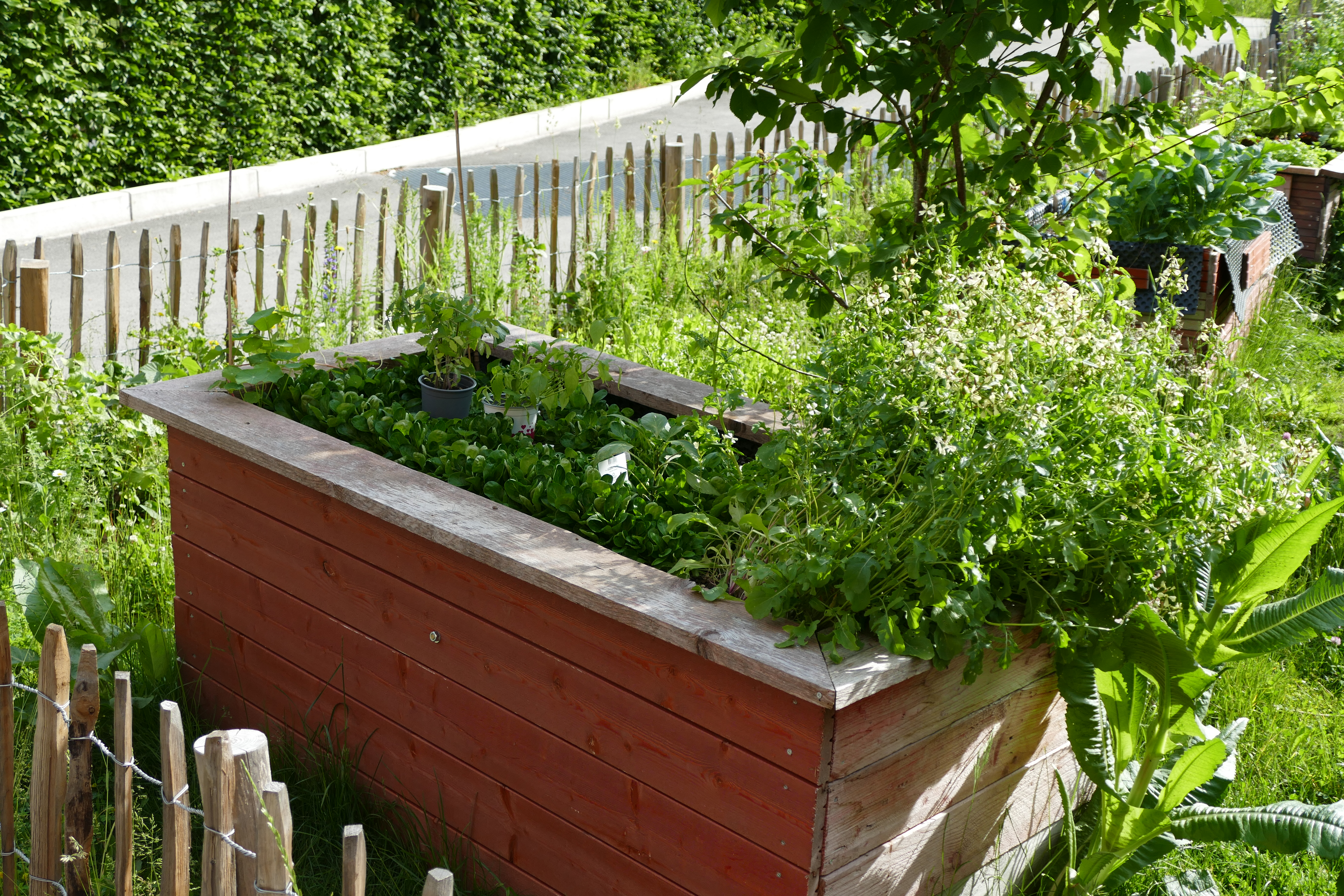
Hochbeet aus hölzernen Fassadenlatten

### Befüllung

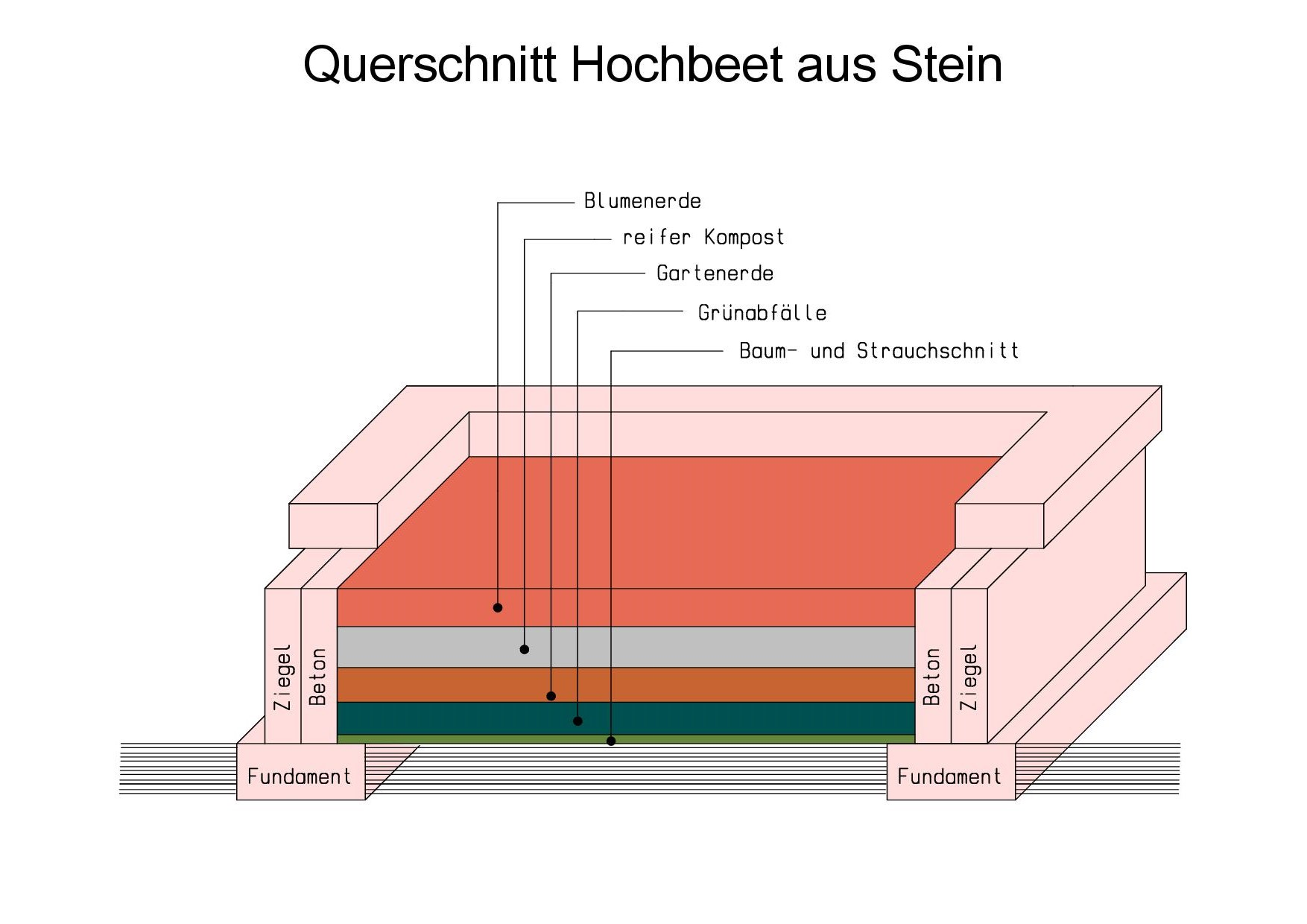
Skizze eines Hochbeetes

Wichtig ist, die Grundfläche des Hochbeetes mit einem feinmaschigen Drahtgeflecht zu bedecken. So kann man das Eindringen von Nagetieren wie Mäusen verhindern.
Füllen kann man das Beet entweder nur mit Erde oder, wenn man will, auch mit verschiedenen Schichten (Baumschnitt, Strauchschnitt ca. 30 cm, Gartenabfälle, Laub und Rasenschnitt, reifer Kompost, reifer Mist ca. 20 cm, Gartenerde ca. 25 cm).
Das Hochbeet bietet dem Gärtner auch die Möglichkeit, verrottbare Materialien, wie zum Beispiel Gartenabfälle, im Garten selbst zu verwerten.

## Pflege

### Nachfüllen
Das Nachfüllen eines Hochbeetes kann wie folgt beschrieben durchgeführt werden: Man recht die oberste Schichte (Gartenerde) auf eine Seite. Dann füllt man die mittlere Schichte (Laub und Rasenschnitt, reifer Kompost, reifer Mist) auf; diese Schichte sollte wieder für Verrottungswärme und Nährstoffe sorgen; anschließend verteilt man die Gartenerde wieder gleichmäßig. Damit hat man folgende Vorteile:
1. wieder die volle Befüllungshöhe,
2. die Nährstoffe und die frische Erde, die durch die Verrottung entstanden sind, sind gut durchmischt in der Bepflanzungsschichte,
3. eine neue Verrottungsschichte unterhalb der Wurzeln und damit auch wieder Verrottungswärme,
4. kein Bedarf an neuer Gartenerde.[5]

Des Weiteren wird ein Hochbeet nicht umgegraben, wodurch gewährleistet werden kann, dass die Schichtung des Erdreichs und die gebildete Fauna nicht durcheinandergebracht werden. Dies ist beim herkömmlichen Gartenbau nicht der Fall.

### Erneuerung
Um die beste Wirkung und einen guten Ertrag zu erzielen, sollte das Hochbeet alle fünf bis sieben Jahre komplett entleert und danach wie bei einer Neuanlage wieder befüllt werden.

## Sonderformen

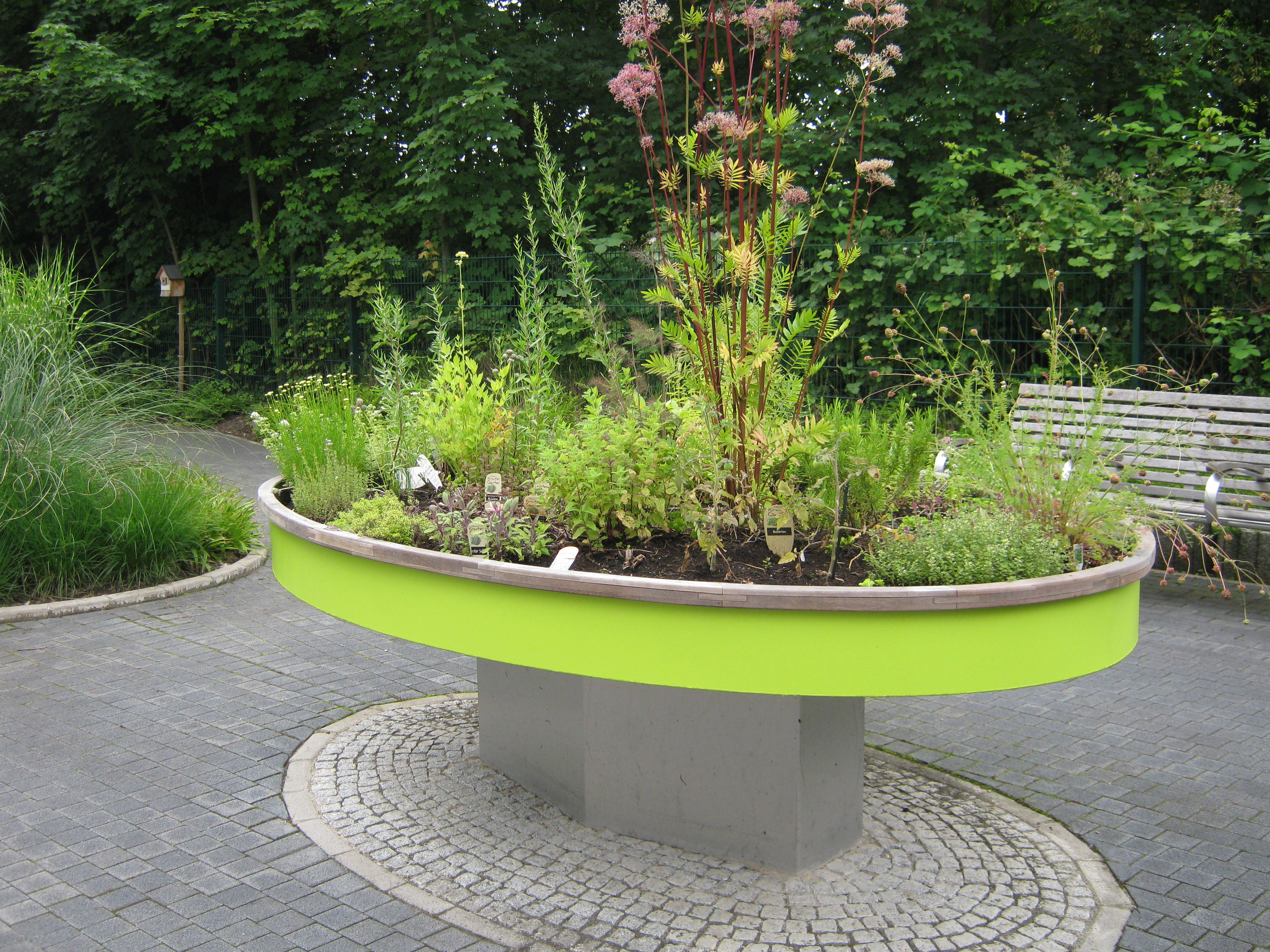
Tischbeet

Eine Sonderform des Hochbeetes ist das Tischbeet. Bei dieser Sonderform müssen beispielsweise auch Rollstuhlfahrer nicht auf eine Gartennutzung verzichten. Die Beetpflanzen können sicher und bequem im Sitzen gepflegt werden. Eine wannenähnliche Vertiefung mit einer Beckenhöhe von 20 bis 30 cm beinhaltet ein Pflanzsubstrat, dessen Zusammensetzung und Schichtdicke sich je nach Standortanspruch und gewünschter Bepflanzung richtet. Kreisförmige Tischbeete lassen sich besonders gut mit einem Rollstuhl umrunden.
Eine weitere Sonderform, die vorwiegend in der Entwicklungsarbeit, aber auch unter Hobbygärtnern verbreitet ist, ist der sogenannte Schlüssellochgarten.
Ähnlichkeit mit einem Hochbeet hat die Kartoffeltonne. Diese dient dem Hobbygärtner zur Anpflanzung von Kartoffeln in Haushaltsmengen bei geringem Platzbedarf.